# Rogier Oosterbaan
Rogier Oosterbaan (* 18. Juli 1978 in Nijmegen) ist ein ehemaliger niederländischer Skirennläufer. Er wurde 18-facher niederländischer Meister.

## Karriere
Oosterbaan wurde als Fünfjähriger erstmals von seinem Vater zum Skifahren mitgenommen. Im Alter von rund sieben Jahren nahm er erstmals an Vereinsmeisterschaften und regionalen Wettkämpfen teil. Nur wenige Jahre später entdeckten die Verantwortlichen des Niederländischen Skiverbandes sein Talent und er wurde in Trainingslager und zu Wettkämpfen ins Ausland mitgenommen. Nach dem Abschluss der Schule konzentrierte sich Oosterbaan voll auf den Skirennsport.
Bei den Junioren-Weltmeisterschaften 1997 in Schladming machte Oosterbaan erstmals international auf sich aufmerksam, als er im Slalom 13. wurde. Im Riesenslalom belegte er Rang 39. Ganz konnte er an diese Leistungen im darauffolgenden Jahr nicht mehr anknüpfen, und er wurde bei den Junioren-Weltmeisterschaften 1998 in Chamonix im Riesenslalom 36. Im Slalom schied er bereits im 1. Durchgang aus.
2001 nahm er in St. Anton zum ersten Mal an Alpinen Skiweltmeisterschaften teil und wurde im Slalom 30. Zwei Jahre später bei den Weltmeisterschaften in St. Moritz verbesserte sich Oosterbaan um einen Platz und wurde 29. Bei den Alpinen Skiweltmeisterschaften 2005 in Bormio war Oosterbaan der einzige Starter aus den Niederlanden und wurde im Slalom 20.
Oosterbaan hat im Lauf seiner Karriere sieben FIS-Rennen gewonnen. Im Europacup war sein bestes Ergebnis ein elfter Platz, im Dezember 2004 beim Slalom in Spindlermühle. Von 1998 bis 2005 nahm Oosterbaan an 36 Weltcup-Rennen teil, konnte aber keines mit zwei gültigen Durchgängen beenden. Von 1999 bis 2005 wurde Oosterbaan 18-mal niederländischer Meister. Er siegte siebenmal im Riesenslalom, fünfmal im Slalom und sechsmal in der Kombination. Im März 2005 beendete er seine Karriere.

## Erfolge

### Weltmeisterschaften
- St. Anton 2001: 30. Slalom, DNF Riesenslalom
- St. Moritz 2003: 29. Slalom
- Bormio 2005: 20. Slalom

### Juniorenweltmeisterschaften
- Lake Placid 1994: 14. Kombination, 28. Slalom, 51. Riesenslalom, 62. Abfahrt, 63. Super-G
- Voss 1995: 43. Slalom, 51. Riesenslalom
- Schladming 1997: 13. Slalom, 39. Riesenslalom
- Haute-Savoie 1998: 36. Riesenslalom, DNF Slalom

### Australian New Zealand Cup
- 2 Platzierungen unter den besten 20

### Europacup
- 5 Platzierungen unter den besten 20

### Nor-Am Cup
- Eine Platzierung unter den besten 10

### Weitere Erfolge
- 7 Siege bei FIS-Rennen